# The Buccaneer (1958)
The Buccaneer is een Amerikaanse film uit 1958 van regisseur Anthony Quinn met in de hoofdrollen Yul Brynner en Charlton Heston.
De film is een remake van de film The Buccaneer uit 1938. De versie uit 1938 was gebaseerd op de roman Lafitte the Pirate van Lyle Saxon. Het verhaal is losjes gebaseerd op historische feiten en wel de Slag om New Orleans in 1814. Zowel de piraat Lafitte als gouverneur Jackson hebben echt bestaan. Ondanks de historische achtergrond is de film niet altijd historisch correct.
De film was een commercieel succes, maar de critici waren niet mals: ze prezen wel de oorlogsscènes, maar waren weinig te spreken over acteerprestaties. Ook Cecil B. DeMille, de producent, was niet te spreken over het eindresultaat.

## Verhaal
1814. De Amerikanen en Britten bestrijden elkaar al twee jaar in de zogenaamde Oorlog van 1812. De strijd golft op en neer en de Britten hebben een offensief ingezet. Een vloot van de Britse marine is onderweg naar New Orleans om de stad te veroveren op de Amerikanen. De gouverneur van New Orleans, Andrew Jackson, heeft slechts 1200 man tot zijn beschikking om de stad te verdedigen. Hij staat tegenover een Britse overmacht van zestig schepen en 16.000 man. De enige die Jackson kan helpen is de boekanier Jean Lafitte. Lafitte leeft van de piraterij en heeft zijn hoofdkwartier op een eiland ten zuiden van New Orleans. Hoewel Lafitte nooit Amerikaanse schepen aanvalt, heeft hij toch een conflict met Jackson omdat hij als rechtgeaard piraat goederen verkoopt zonder belasting te betalen, wel overigens tot grote vreugde van de bevolking. Onder de groeiende Britse dreiging moet de gouverneur zijn hoofd buigen en vraagt Lafitte om hulp en steun tegen de Britten. De laatste moet nu een keus maken: vechten voor het land waar hij is geboren, maar voor een schijnbaar hopeloze zaak of zich aansluiten bij de Britten met hun enorme overmacht aan mensen en materieel en kiezen voor een zekere overwinning?

## Rolverdeling
| Acteur          | Personage                 |
| --------------- | ------------------------- |
| Yul Brynner     | Jean Lafitte              |
| Charlton Heston | Gouverneur Andrew Jackson |
| Inger Stevens   | Annette Claiborne         |
| E.G. Marshall   | Gouverneur Claiborne      |
| Claire Bloom    | Bonnie Brown              |
| Charles Boyer   | Dominique You             |
| Henry Hull      | Ezra Peavey               |

## Achtergrond
Regisseur Cecil B. DeMille produceerde en regisseerde de eerste versie van The Buccaneer in 1938. Twintig jaar later was hij als producer ook verantwoordelijk voor de remake uit 1958. DeMilles gezondheid was echter sterk achteruit gegaan en hij liet de productie over aan zijn vriend en zakenpartner Henry Wilcoxon. De regie liet DeMille over aan zijn schoonzoon Anthony Quinn. Het regisseren beviel Quinn echter niet en het zou bij deze klus blijven. DeMille deed alleen de introductie van de film en net als bij The Ten Commandments verschijnt hij in beeld om uitleg te geven over de voorgeschiedenis. Voor de rest bemoeide hij zich verder niet met de productie, en moest lijdzaam aan de kant toezien. Het eindresultaat beviel hem echter niet en hij probeerde zonder succes om de film nog te verbeteren. DeMille overleed een maand na de release van de film in januari 1959.

## Productie
De film werd opgenomen op locatie op New Iberia in Louisiana (voornamelijk voor de scènes bij het huis van de gouverneur) en in New Orleans. De studio-opnames werden gemaakt in de Paramount Studios in Hollywood.

## Historische onnauwkeurigheden
- De film gaat nogal losjes om met de feiten. Soms werd dat ingegeven door de censuur. In het echt had Lafitte een verhouding met de vrouw van de gouverneur. In de jaren vijftig was het volgens de ongeschreven Hollywood code niet correct dat een getrouwde vrouw een affaire had. Om die reden kreeg Lafitte in de film een verhouding met de ongetrouwde dochter van de gouverneur.
- In de film komt ook het personage Dominque Yu voor. Historici hebben ontdekt dat Yu geen piraat was in de bende van Lafitte, maar een pseudoniem van Alexandre Lafitte, de oudere broer van Jean Lafitte.
- Ondanks alle mythevorming is het nog altijd niet bewezen dat Jean Lafitte aanwezig was bij de Slag om New Orleans van 1814.
- De film probeert de indruk te wekken dat de Amerikanen in december 1814 de oorlog aan het verliezen waren en dat hordes Britse soldaten klaarstonden om de VS te veroveren. In werkelijkheid had Engeland totaal geen interesse om Amerika opnieuw in te lijven. De Britse zeemacht die New Orleans aanviel had alleen als doel de stad te veroveren. De Britten waren ver in de minderheid tegenover de ruim 8 miljoen Amerikanen die in 1814 in de VS woonden. Wel stopten de Britten de Amerikaanse invasie in Canada en dat was het belangrijkste doel van de Britten in de Oorlog van 1812, die overigens door de Amerikanen was uitgelokt. Dat de Britten toch New Orleans aanvielen had als reden dat men een goede strategische positie wilde veroveren door de toegang tot de Mississippi onder controle te krijgen. Dit zou zeker helpen bij de onderhandelingen die al werden gevoerd tussen beide partijen. Ironisch genoeg was het vredesverdrag tussen de VS en Engeland al getekend op het moment dat de Slag om New Orleans werd gevoerd.